# Самосели зони відчуження

Зона відчуження

Самосели зони відчуження (самопоселенці, повертанці) — цивільне населення Чорнобильської зони відчуження, група людей, що повернулися у рідні місця після Чорнобильської катастрофи.

## Назва

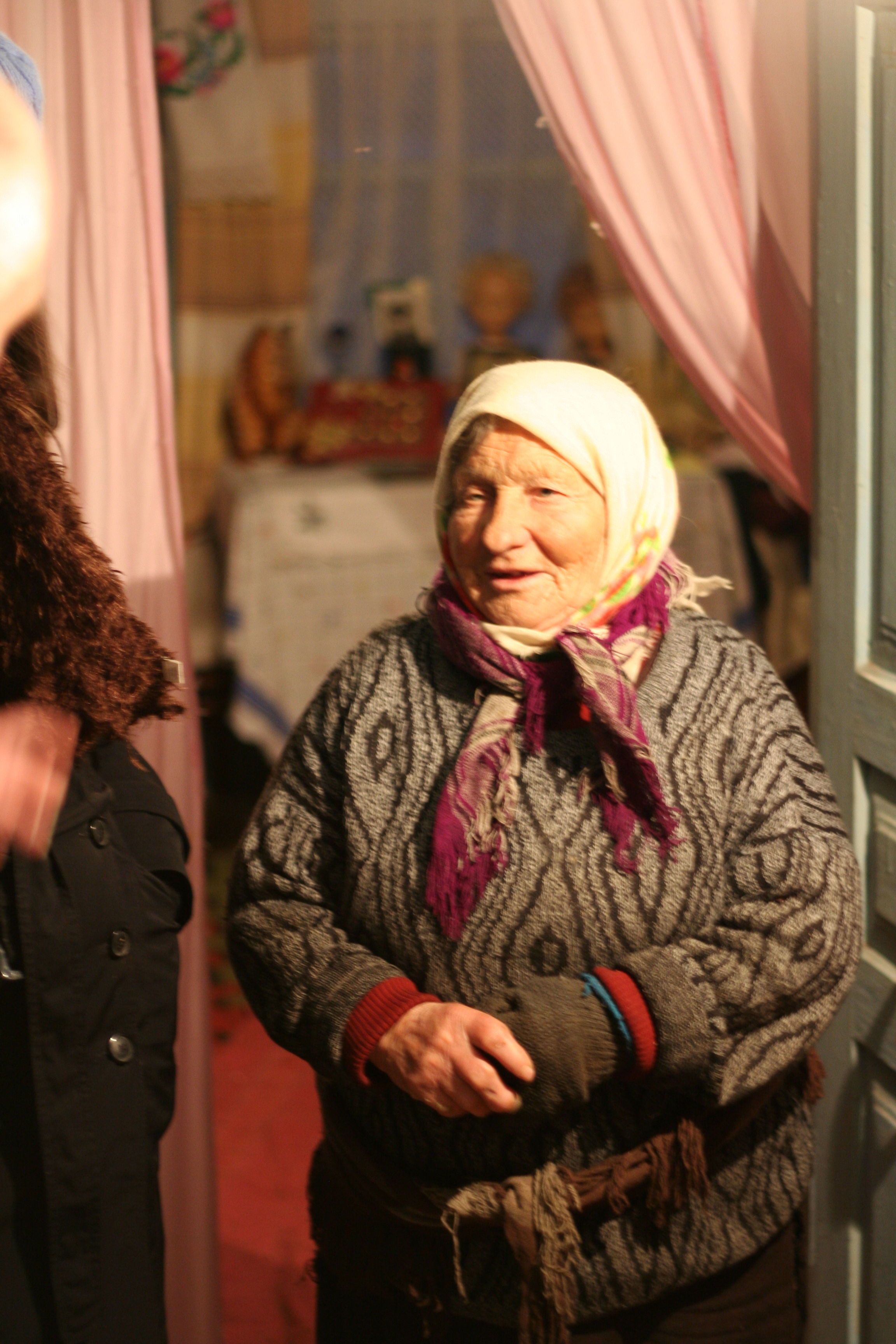
Самоселка

Самоселами цих людей почали називати журналісти ще з 80-х років 20-го століття. Вчені, учасники історико-етнографічних експедицій у зону відчуження, серед яких і поетеса Ліна Костенко, вважають таку назву некоректною: 
| Я відразу хотіла б попросити, щоб тих людей ніхто не називав самоселами: це образливо, адже там їхня батьківщина. Вони виросли там і продовжують жити після аварії у своїх рідних будинках – хай і забуті Богом і державою.[2] | Вони називають цих людей повертанцями.

## Кількість повертанців
Незважаючи на існуюче законодавче обмеження проживання цивільного населення в зоні відчуження, все ж таки значна кількість евакуйованого населення повернулося до своїх домівок після відселення 1986 року.
За різними джерелами, загальна кількість населення що повернулася в зону відчуження в 1986 році становить близько 1200 чоловік (із ста тисяч евакуйованих). Станом на початок 2007 року їх кількість становила 314 чоловік.
Чисельність людей, що проживали у зоні відчуження, починаючи з 1987 року, має таку тенденцію:
| 1987            | 1992             | 1995     | 1998     | 1999     | 2001     | 2005     | 2007     |
| --------------- | ---------------- | -------- | -------- | -------- | -------- | -------- | -------- |
| понад 1200 осіб | близько1000 осіб | 820 осіб | 750 осіб | 612 осіб | 487 осіб | 328 осіб | 314 осіб |

«Самосели» проживають не компактно в одному селі або місті, а розселені по 11 населеним пунктам зони відчуження. "Переважно це люди похилого віку. Середній вік «самоселів» становить 63 роки. Основною причиною скорочення кількості «самоселів» у чорнобильській зоні є їх похилий вік.

## Причини повернення
У рішеннях Київського облвиконкому та Урядової комісії за 1986 рік зазначалось про тимчасову (до 3 місяців) евакуацію жителів Чорнобильського району (крім м. Прип'яті). Це спровокувало частину евакуйованих повернутися до своїх домівок уже восени 1986 року, а більшість з них повернулася навесні 1987 року до початку польових робіт; житло, що було надане евакуйованим, не задовольняло переселенців з багатьох причин: в один будинок заселяли декілька сімей, оскільки житло будувалося швидкими темпами, воно було низької якості, а інколи не придатне для проживання; призвичаєні жити у дерев'яних будинках (особливо літні люди) не змогли жити у цегляно-бетонних оселях; не повною мірою враховувались особливості побуту поліщуків: вони не мали змоги вести традиційне для них землеробство, займатися рибалкою, збиранням грибів та ягід у лісах; у місцях переселення корінне населення неприязно зустріло евакуйованих, вважаючи, що вони відібрали у них житло, робочі місця. Починаючи з осені 1986 року до весни 1987 року до зони відчуження повернулося понад 1200 осіб. Вони займали власні будинки і обробляли свої присадибні ділянки. Більшість з них покинули (здали місцевим органам влади) житло, що їм було надане по евакуації.

## Місця проживання
Станом на кінець 2005 року «самосели» жили у населених пунктах:
| Назва населеного пункту | Кількість громадян |
| ----------------------- | ------------------ |
| с. Залісся              | 5                  |
| с. Іллінці              | 37                 |
| с. Купувате             | 32                 |
| с. Ладижичі             | 8                  |
| с. Луб'янка             | 12                 |
| с. Новошепеличі         | 2                  |
| с. Опачичі              | 20                 |
| с. Оташів               | 10                 |
| с. Паришів              | 16                 |
| с. Рудня-Іллінецька     | 8                  |
| с. Теремці              | 36                 |
| м. Чорнобиль            | 142                |
| всього                  | 328                |

## Правовий статус
Після самочинного повернення частини жителів у зону відчуження виникли пов'язані з цим соціальні та правові проблеми: був ліквідований Чорнобильський район, органи виконавчої влади та місцеві ради. Жителі опинилися поза впливом існуючих органів державного управління. Необхідно було надати їм певний статус і зареєструвати в місцевих органах влади, як того вимагало чинне на той час законодавство, забезпечити роботою тощо; з населених пунктів була евакуйована та частково зруйнована інфраструктура, виникла потреба налагодити торговельне, медичне, транспортне, соціальне обслуговування, систему реєстрації актів громадського стану. Було незрозуміло, хто мав виконувати ці функції на території зони відчуження. До завдань виробничого комплексу, утвореного для здійснення заходів із ліквідації наслідків Чорнобильської катастрофи, не входило обслуговування жителів, у бюджеті Іванківського району також не передбачались кошти на обслуговування осіб, які повернулися до зони відчуження. На той час, аж до 1992 року, ці проблеми вирішувались підприємствами зони відчуження та Іванівським райвиконкомом на власний розсуд, без юридичних підстав для їх розв'язання.
З прийняттям у 1991 році Закону України «Про правовий режим території, що зазнала радіоактивного забруднення внаслідок Чорнобильської катастрофи», статтею 12 якого було заборонено постійне проживання у зоні відчуження, ситуація змінилась. Проживання у зоні відчуження визначалось як порушення законодавства, а жителі повинні були покинути зону відчуження. Після утворення у 1992 році Адміністрації зони відчуження вирішення проблем, пов'язаних з проживанням людей у зоні відчуження, перебрав на себе цей орган державного управління. Адміністрація виступила з ініціативою надання статусу «тимчасово проживаючих» особам, які повернулися до зони відчуження до прийняття Закону України «Про правовий режим території…», та які не мають за межами зони відчуження житла, одержаного після евакуації. Відповідно до розпорядження Кабінету Міністрів України від 9 лютого 1993 р. № 88-р ці особи були тимчасово, до відселення на «чисті» території, зареєстровані органами МВС у населених пунктах Іванківського району без надання житла. Їх обслуговування та соціальне забезпечення покладалося на Іванківську РДА і Адміністрацію зони відчуження.
Попервах селяни, як могли, приховували своє перебування, навіть печі топили по ночах. Згодом — уперто й наполегливо відстоювали своє право жити і померти на рідній землі. Хоч вони і порушували закон, офіційна влада не змогла нічого протиставити вимогам самопереселенців. Вони викликали співчуття і розуміння і не становили соціальної небезпеки. Єдина акція примусового виселення, яку міліція намагалась провести у 1989 р., була перервана втручанням особистого складу однієї з армійських частин, розташованих у цьому районі.

## Побут
Головним джерелом існування цих людей є присадибне господарство, а також збір грибів, ягід, риболовля, і іноді полювання.
Повертанцям іноді допомагають підприємства Чорнобильської зони відчуження. Виконують ремонт будівель, транспортне обслуговування, медичний огляд та лікування. Також ДСНВП «Екоцентр» проводить контроль продуктів харчування, які вирощують «самосели» на своїх присадибних ділянках. Час від часу надходить гуманітарна допомога від інших регіонів країни.

## Вирішення проблеми самопоселенців
Найбільш суттєвим вирішенням проблеми проживання людей у зоні відчуження було б надання їм житла на «чистих» територіях. Однак більшість жителів зони відчуження не погоджуються переселятися, а прийняли для себе рішення дожити віку у власних хатах. У 1999—2000 роках МНС і Київська облдержадміністрація прийняли рішення відселити із зони відчуження всіх бажаючих. Було проведене опитування самопоселенців з метою виявлення бажаючих переселитися. Попередньо дали згоду на переселення 93 сім'ї. Для них збудували житло у різних населених пунктах Київської області. Коли настав час переселятися, то більшість з тих, хто дав попередню згоду, відмовились від переселення, мотивуючи тим, що їх не влаштовує населений пункт або якість житла. Інша частина одержала житло, але продовжувала жити у зоні відчуження. Отже намагання одразу виселити із зони відчуження значну частину «само поселенців» не дали належного результату.
Стаття 12 Закону України «Про правовий режим території, що зазнала радіоактивного забруднення внаслідок Чорнобильської катастрофи» забороняє постійне проживання громадян у зоні відчуження. Виходячи із вимог цієї статті Адміністрація зони відчуження ще у 1993 році порушила питання про примусове відселення за межі зони відчуження осіб, які самовільно повернулися до зони відчуження і мають житло на чистих територіях. Але дозволу на примусове переселення ні Генеральна прокуратура, ні Верховний суд не дали, посилаючись на конституційне право громадян самостійного вибору місця проживання.
Головною причиною заборони проживання жителів у зонах відчуження і безумовного (обов'язкового) відселення є радіаційний стан на цих територіях. Дослідження радіаційного стану в місцях проживання самопоселенців свідчать про те, що залишається стійким забруднення радіонуклідами продуктів харчування, які вирощуються на присадибних ділянках, заготовляються у лісі. Приміром, вміст радіонуклідів у молоці перевищує у 2-3 рази гранично допустимі рівні, у меді — у 2,1 раза, у грибах — від 10 до 50 разів, у рибі — від 2,5 до 9 разів, у лісових ягодах до 100 разів перевищує гранично допустимі рівні. За таких умов проживання людей на цих територіях є неприпустимим.
Відповідно до розпоряджень Кабінету Міністрів України від 9 лютого 1993 року № 88-р та від 19 липня 1999 року № 690-р підприємства зони відчуження, спільно з Іванківською РДА вживають заходів щодо забезпечення життєдіяльності і соціального захисту мешканців зони відчуження: пенсіонерам, які проживають у селах зони відчуження, щомісячно додому доставляється пенсія; надається допомога у влаштуванні до будинку для осіб похилого віку, здійснюється нагляд за самотніми громадянами, надаються ритуальні послуги; у 8 селах, де проживають самопоселенці (Теремці, Ладижичі, Паришів, Іллінці, Рудня Іллінецька, Луб'янка, Опачичі, Куповате), встановлено радіотелефонний зв'язок; електрифіковане кожне село, де проживають жителі; здійснюються автобусні перевезення жителів для вирішення соціально-побутових проблем до райцентру Іванків за трьома основними напрямками: Теремці; Іллінці; Опачичі. На великі релігійні свята організуються поїздки до церкви у м. Чорнобилі; жителям зони відчуження надається медична допомога. Періодично вони проходять медогляд у медико-санітарній частині № 16. Невідкладну допомогу надає швидка медична допомога; щотижня в села приїздить автокрамниця Іванківської райспоживспілки з продовольчими товарами та товарами повсякденного попиту. За договором з газовим господарством Іванкова доставляється скраплений газ; здійснюється дозиметричний контроль продуктів, вирощених на присадибних ділянках, грибів, риби та надаються рекомендації жителям щодо вживання цих продуктів; за графіком провадиться технічне обслуговування колодязів загального користування; надається допомога в заготівлі та доставці дров; підтримуються в належному стані та ремонтуються дороги, які ведуть до населених пунктів, де проживають «самопоселенці»; впроваджений порядок відвідування жителів зони відчуження рідними та близькими. Вони мають змогу приїхати до зони відчуження провідати родичів на власному транспорті. МНС спільно з Київською ОДА щороку організовуються відвідування зони відчуження евакуйованими жителями у поминальні дні; організовано надання гуманітарної допомоги різними громадськими та благодійними організаціями.
У квітні 2013 р. міністр соціальної політики Наталія Королевська заявила, що для самопоселенців передбачено повний соціальний пакет, але виключила можливість легалізації статусу проживання цих людей в зоні, оскільки вона для цього не передбачена, і проживати в ній заборонено. Також міністр заявила, що Міністерство соціальної політики не веде облік самопоселенців, але оцінює їх кількість у 200—2000 осіб.

## Галерея зображень

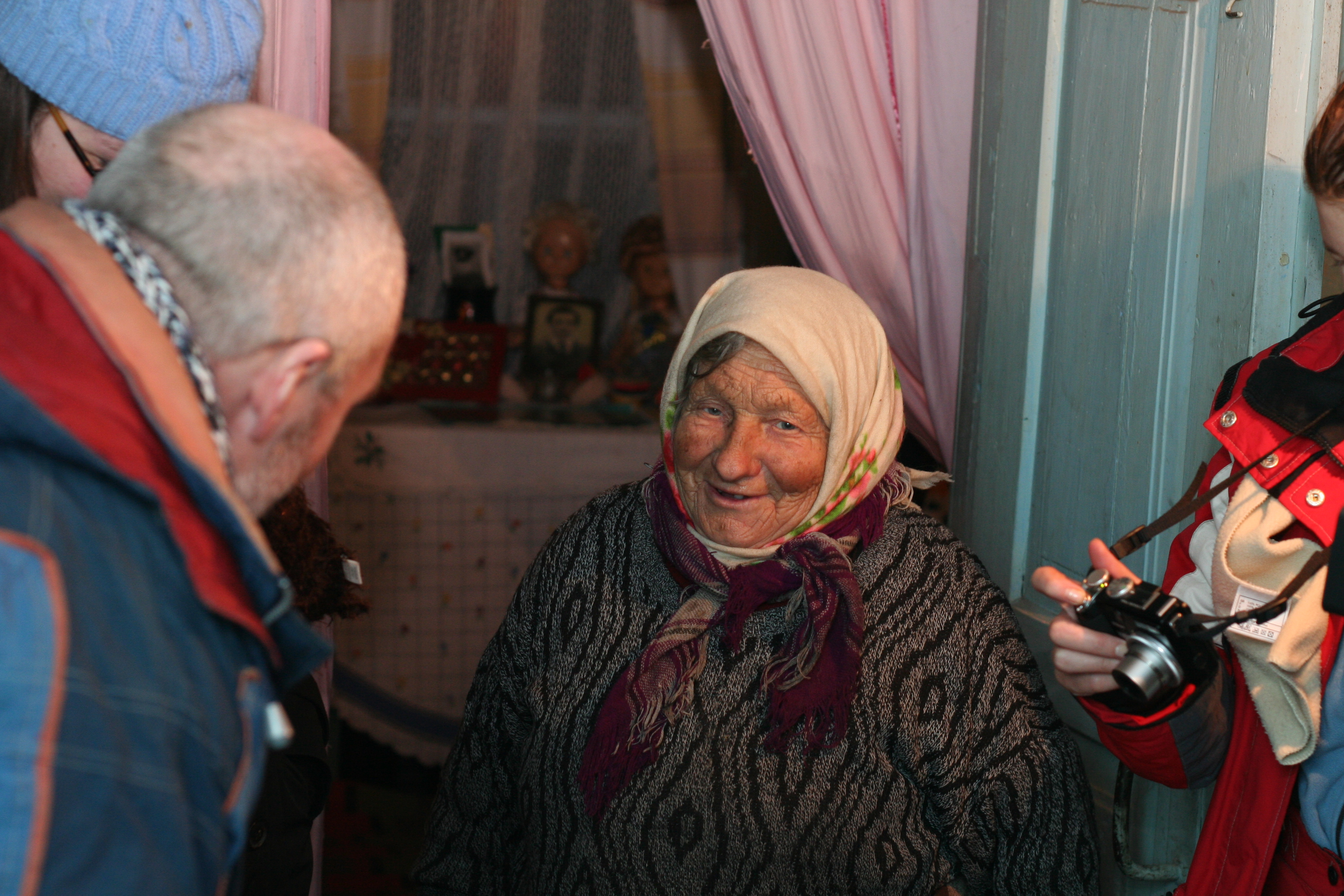
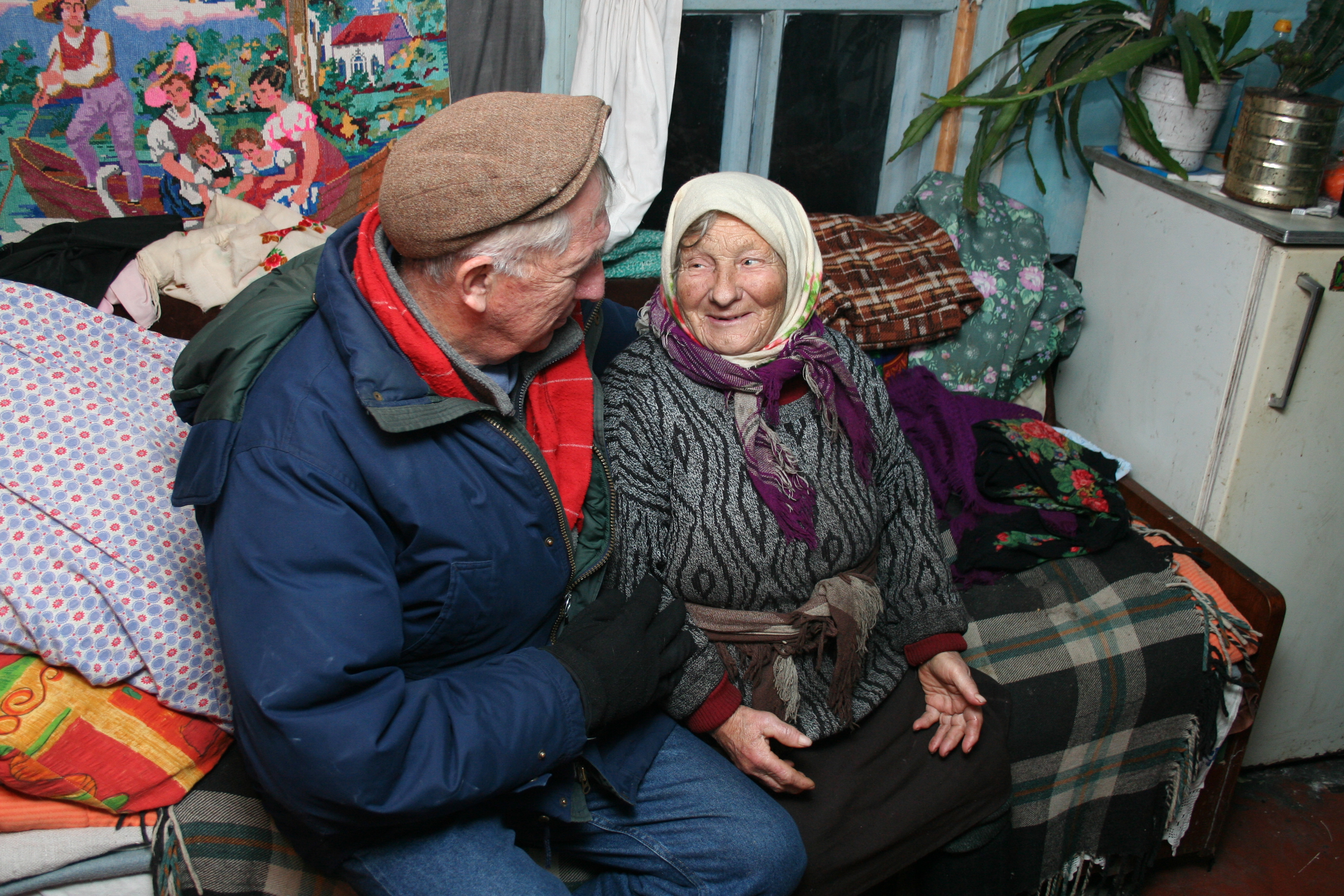